# Service Access Point

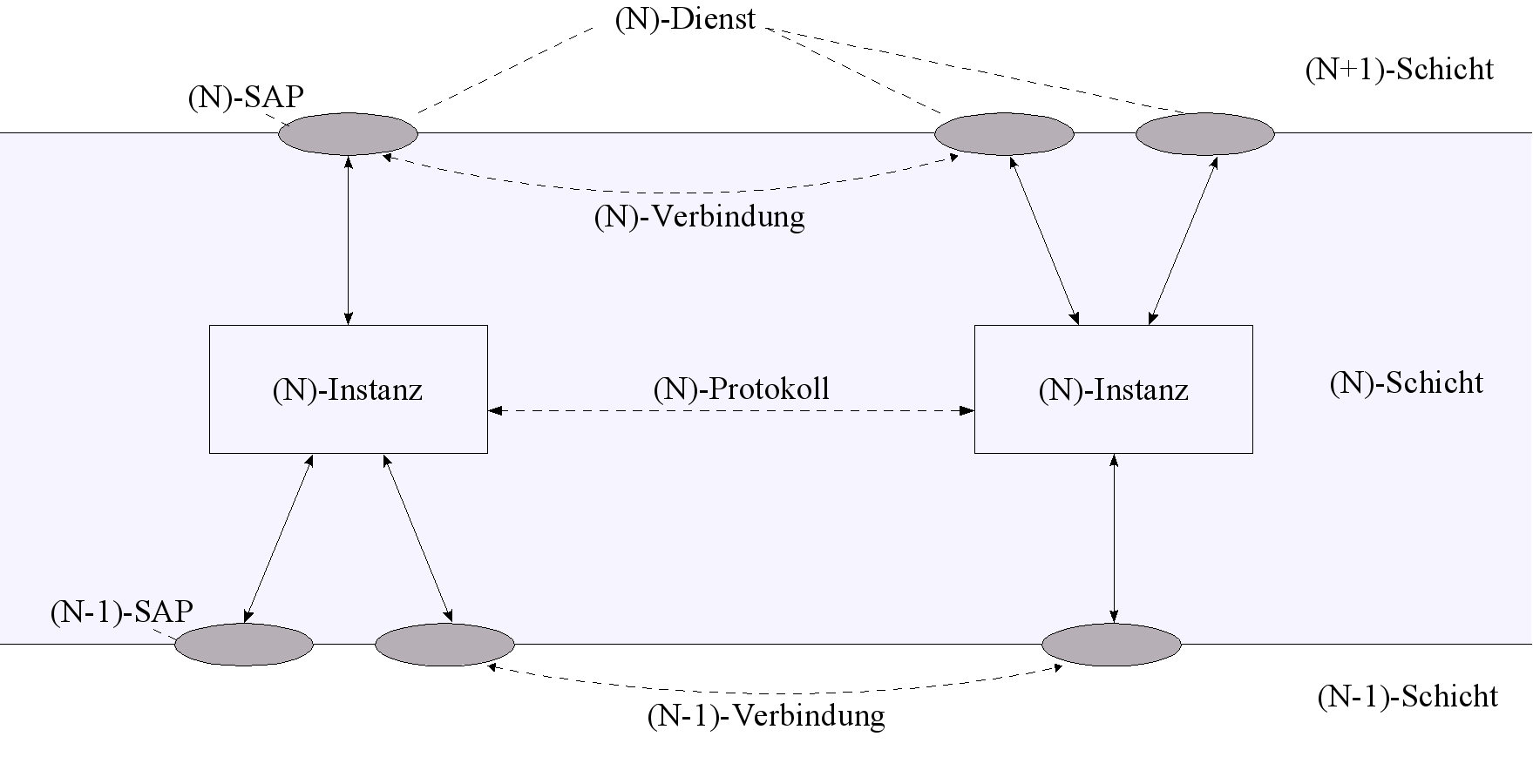
Classification de SAP dans le modèle de couche OSI

Un Service Access Point (anglicisme abrégé en SAP) ou point d'accès au service est un label identifiant un point de terminaison utilisé dans les réseaux Open Systems Interconnection (OSI).
Le SAP est une adresse virtuelle à laquelle une couche OSI peut demander les services d'une autre couche OSI. Par exemple, avec PD-SAP ou PLME-SAP dans le cadre d'IEEE 802.15.4, la couche Media Access Control (MAC) demande certains services de la part de la Couche Physique.
SAP est également utilisé avec IEEE 802.2 Logical Link Control sur Ethernet et les protocoles Couche liaison de données similaires.
Lorsque l'on utilise le protocole de Couche Réseau OSI CLNS, l'adressage des hôtes se fait avec des adresses NSAP, dont le concept est similaire à celui de l'adresse IP. Le protocole OSI de Couche Application ainsi que le protocole Asynchronous Transfer Mode (ATM) peuvent utiliser les SAP de type Transport (TSAP), Session (SSAP) ou Presentation (PSAP) pour spécifier une adresse de destination pour une connexion donnée. Ces SAP sont alors composés d'une adresse NSAP associée à un sélecteur identifiant la couche OSI (transport, session, presentation), ce qui permet de déterminer le service demandé par un élément réseau à un autre au sein de ces couches.
TSAP est une extension de NSAP.